# Kyllinga curvispiculosa
Kyllinga curvispiculosa là loài thực vật có hoa trong họ Cói. Loài này được (T.Koyama) P.H.Hô mô tả khoa học đầu tiên năm 1993.